# Vlaams Nationaal Jeugdverbond
L'Alliance de la Jeunesse nationale-flamande (en néerlandais Vlaams Nationaal Jeugdverbond, VNJ) est un mouvement de jeunesse nationaliste flamand, considérée comme la plus grande structure de jeunesse d’extrême droite en Flandre. Conçue sur le modèle du scoutisme, dont elle se distingue pourtant, elle compte plus de 2 500 adhérents de 6 à 15 ans et près de 300 moniteurs.  Elle a été créée en 1961 par Jaak Van Haerenborgh.

## Historique du mouvement

### Origines
Le fondateur de l’Alliance de la Jeunesse nationale-flamande, Jaak van Haerenborgh (Anvers 4/3/1919 - Deurne 1/6/2004) fut sensibilisé au nationalisme flamand au sein du cercle familial.  En 1936, il fut un militant de l’Algemeen Vlaams Nationaal Jeugdverbond (AVNJ), un mouvement de jeunesse politique nationaliste flamand pour garçons, qui fusionna avec plusieurs mouvements de jeunesse de mouvance national-socialiste en 1941  : la Jeunesse flamande (Vlaamse Jeugd, VJ), le Dietse Meisjesscharen (DMS), le DJV et l’Institut flamand pour la Danse et la Musique populaire (Vlaamsch Instituut voor Volksdans en Volksmuziek, VIVO) pour former un nouveau mouvement de jeunesse nationaliste  : la Jeunesse nationale-socialiste de Flandre (Nationaal Socialistische Jeugd Vlaanderen, NSJV).
Durant l'après-guerre, après avoir passé quelques mois en prison pour son appartenance à la Jeunesse nationale-socialiste de Flandre (NSJV), Jaak van Haerenborgh, se consacre à la politique nationaliste au sein de la Concentration flamande (Vlaamse Concentratie, VC) puis de la Volksunie.  Ce passage politique ne l'éloigne cependant pas de son ambition de fédérer les différents les mouvements de jeunesse dont il observait les divisions croissantes.  Malgré son pouvoir de persuasion, ses efforts pour rassembler les mouvements de jeunesse flamands en vue de former un mouvement de jeunesse flamand uni ont échoué.  Il fonda alors l’Alliance de la jeunesse nationale-flamande qui est devenue aujourd'hui l'unique mouvement de jeunesse nationaliste en Flandre.

### Aujourd'hui
En 2005, afin de faire table rase de son passé, la VNJ a décidé d'adopter un nouvel énoncé de mission, parce que le cadre idéologique des années 1960 n'avait plus assez de résonance dans le fonctionnement actuel du mouvement. Un positionnement plus fort comme mouvement de jeunesse devient la base revendiquée de la VNJ.

## Concepts idéologiques
La VNJ est fondée sur trois concepts idéologiques :
1. La revendication flamande, la VNJ veut voir évoluer la Flandre vers l'indépendance.
2. Le concept de la nation, véritable corps de l'idéologie de la VNJ.  Au début l'idée de base était une unification progressive de toutes les régions d'expression néerlandaises, mais aujourd'hui la VNJ se concentre principalement sur la Flandre et sa revendication nationaliste. Pour la VNJ, les nations souveraines sont les fondements de l'Europe.
3. Une association de jeunesse, qui veut transmettre le nationalisme à ses membres avec ses propres ressources, c'est-à-dire par le sentiment d’appartenance communautaire via le chant, la connaissance des « runes germaniques » et du « riche passé flamand »[3].

## Différences par rapport au scoutisme
Bien que les garçons et les filles de la VNJ ressemblent à des scouts, le programme possède des différences importantes par rapport au mouvement scout.  Les activités proposées aux enfants, que ce soit dans l'amusement ou l'éducation, sont imprégnées des trois concepts idéologiques sur lesquels sont fondés le mouvement.  Cette idéologie politique, le nationalisme, ne permet pas sa reconnaissance en tant que mouvement scout selon l'OMMS et ne peut dès lors se définir que comme mouvement de jeunesse.
Le scoutisme en Flandre est représenté par les mouvements scouts FOS Open Scouting (FOS), Scouts en Gidsen Vlaanderen, les Guides Catholiques de Belgique et les Scouts et Guides Pluralistes de Belgique.  Les Scouts en Gidsen Vlaanderen possède à eux seuls plus de 72 000 membres.

### Habillement, symboles et culture flamande

#### L'uniforme

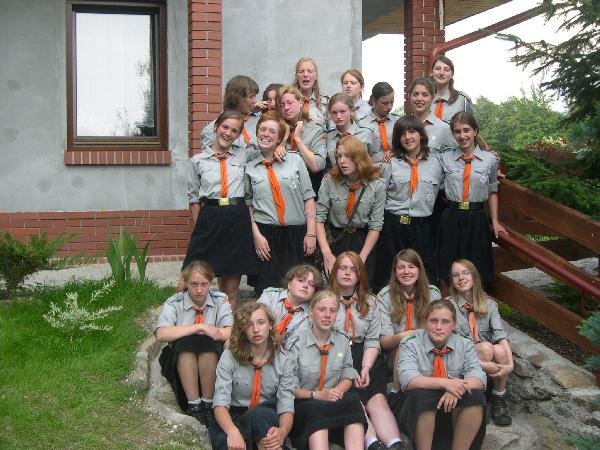
L'uniforme

Les membres portent un uniforme gris et noir avec des épaulettes accompagné du foulard orange thiois. Les garçons portent un short noir et les filles une jupe noire. Les filles ont toujours des bas blancs, les garçons portant seulement des bas blancs lors d'occasions officielles, en autre temps ils portent des bas gris. Les bas se portent roulés sur les chevilles. L'uniforme comprend une ceinture noire avec une boucle en laiton portant l'emblème du VNJ, un blauwvoet (voir les symboles).   

#### Les symboles
Le blauwvoet présent sur la boucle de ceinture représente un oiseau migrateur aux pattes bleues (le symbole des heelnederlanders) et un glaive. Les heelnederlanders revendiquent la réunification des Pays-Bas historiques réunissant les Pays-Bas actuels, la Belgique, le Luxembourg et les Flandres françaises.  
Les couleurs de l'uniforme ont une signification. L'orange souligne l'attachement à Guillaume d'Orange, le noir symbolise le lien avec la patrie (flamande) et le gris était la couleur de l'aristocratie.

#### La Transmission de l'idéologie nationaliste
L'idéologie nationaliste est transmise aux enfants selon les concepts fondateurs du mouvement : un mouvement de jeunesse à part entière imprégné de nationalisme flamand via des activités ludiques et éducatives.  La VNJ fournit cette introduction à ses membres : Bienvenue sur le site internet de l'Alliance de la Jeunesse nationale-flamande (VNJ), le mouvement de jeunesse nationale-flamand. La VNJ donne aux jeunes flamands à partir de l'âge de six ans l’opportunité de se développer à travers les sports, les jeux, l'éducation, la nature, la culture et la vie en plein air. La VNJ a plusieurs sections dans différentes villes et villages à travers la Flandre. Dans le divertissement aussi bien que l'éducation, les membres découvre la richesse de l'histoire flamande. Le VNJ est orienté vers le futur et suit la voie vers l'indépendance de la nation flamande. Mais avant tout, la VNJ est un mouvement de jeunesse pour les jeunes et les plus âgés.

## Controverses sur des liens avec l'extrême droite
Certains anciens membres de la VNJ se sont fait remarquer dans les mouvements d'extrême droite et nationalistes.  C'est notamment le cas de la chanteuse flamande Soetkin Collier dont le groupe Urban Trad a représenté la Belgique au Concours Eurovision de la chanson 2003. La Sûreté de l'État avait à l'époque averti le Premier ministre, le ministre de la Justice et le ministre de l'Audiovisuel, qu'elle est connue en tant que « militante d'extrême droite avec une forte conviction pour le nationalisme flamand ». Le Comité R reconnaît le passé extrémiste de Soetkin Collier mais regrette la divulgation de ces données personnelles jugeant que Madame Soetkin Collier ne constituait pas une menace.
En 2004, c'était au tour de l'armée d'être éclaboussée par un scandale néo-nazi impliquant, entre autres un ex-membre de la VNJ.  D'après la justice, le groupe néonazi, avait l'intention de commettre des attentats visant à déstabiliser les structures de la Belgique. L'assassinat d'hommes politiques, Philip Dewinter du Vlaams Belang et Abou Jahjah du AEL, faisait partie des plans envisageables.

### Note
- (nl) Cet article est partiellement ou en totalité issu de l’article de Wikipédia en néerlandais intitulé « Vlaams Nationaal Jeugdverbond » (voir la liste des auteurs).